# Poliocrania
Genre
Poliocrania est un genre monotypique de passereaux de la famille des Thamnophilidae. Il comprend une seule espèce d'alapi.

## Taxonomie
En 2018 le congrès ornithologique international  a séparé le genre Poliocrania  du genre Myrmeciza après une étude de phylogénétique moléculaire par Isler, Bravo & Brumfield qui a montré la paraphylie de ce dernier.

## Répartition
Ce genre se trouve à l'état naturel en Amérique centrale.

## Liste des espèces
Selon la classification de référence du Congrès ornithologique international (version 8.1, 2018) :
- Poliocrania exsul (Sclater, PL, 1859) — Alapi à dos roux, Fourmilier à dos brun
  - Poliocrania exsul cassini (Ridgway, 1908)
  - Poliocrania exsul exsul (Sclater, PL, 1859)
  - Poliocrania exsul maculifer (Hellmayr, 1906)
  - Poliocrania exsul niglarus (Wetmore, 1962)
  - Poliocrania exsul occidentalis (Cherrie, 1891)